# Marcus Oskarsson (ishockeyspelare)
Marcus William Oskarsson, född 20 september 1993 i Kiruna, senare uppvuxen i Måttsund utanför Luleå, är en svensk före detta professionell ishockeyspelare.
Hans moderklubb är Antnäs BK.